# Мікеле Маффей
Мікеле Маффей (італ. Michele Maffei, нар. 11 листопада 1946, Рим, Італія) — італійський фехтувальник на шаблях, олімпійський чемпіон (1972 рік) та триразовий срібний (1968, 1976 та  1980 роки) призер Олімпійських ігор, чемпіон світу.

## Виступи на Олімпіадах
| Олімпіада     | Дисципліна          | Місце |
| ------------- | ------------------- | ----- |
| Мехіко 1968   | індивідуальна шабля | 7     |
| Мехіко 1968   | командна шабля      | 2     |
| Мюнхен 1972   | індивідуальна шабля | 4     |
| Мюнхен 1972   | командна шабля      | 1     |
| Монреаль 1976 | індивідуальна шабля | 6     |
| Монреаль 1976 | командна шабля      | 2     |
| Москва 1980   | індивідуальна шабля | 6     |
| Москва 1980   | командна шабля      | 2     |